# Aposentador-mor
Aposentador-mor era o título dado ao oficial que tinha a seu cargо a aposentadoria ou alojamento do rei, das pessoas da sua corte, e doutra gente que o acompanhasse. Partia um dia antes para providenciar o agasalho do rei e do seu séquito. Estava encarregue de guardar os privilégios dos vassalos que davam aposentamento ao soberano, evitando por isso os alojamentos em casa de viúvas ou pessoas com isenção.